# Tartalo

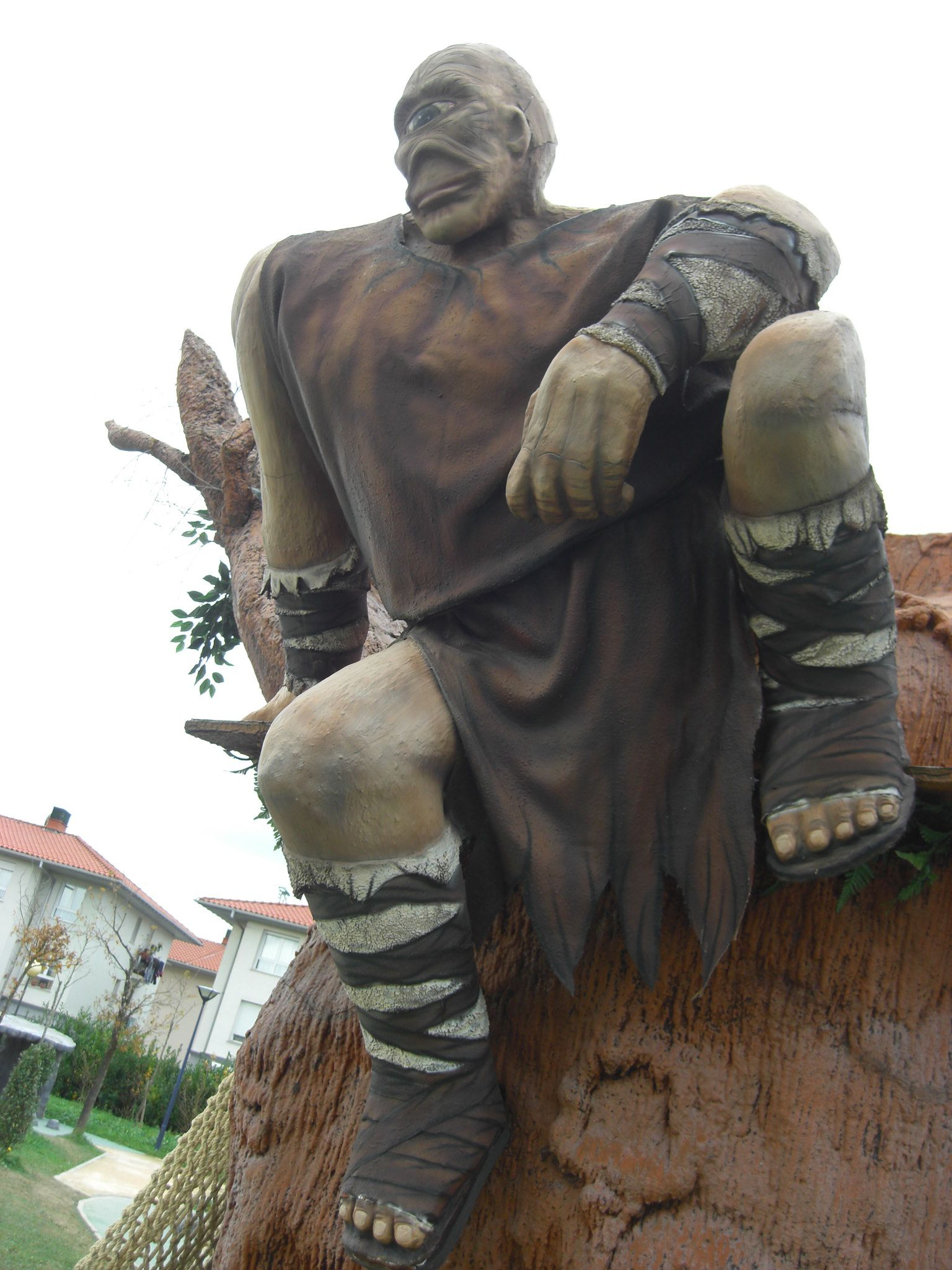
Tartalo.

En la mitología vasca, Tartalo (con variaciones como Tarta o Arabiarra) representa a un cíclope antropomorfo, gigantesco, con costumbres antropófagas y comportamiento terrorífico. Vivía en las montañas, según algunas fuentes en un monte próximo a las localidades navarras de Zizur Mayor y Astráin, el monte Erreniega (1.057m, conocido más como Monte del Perdón por la ermita que tiene en la cumbre dedicada a la Virgen del Perdón) o en el monte Saadar en Cegama (Guipúzcoa), donde hay un dolmen llamado Tartaloetxea ("casa de Tartalo").
Su tamaño es descomunal al igual que lo es su fuerza, y su entretenimiento favorito es tirar piedras de un monte a otro. Cuenta la leyenda que debido a este entretenimiento se crearon varias construcciones existentes hoy en día. Al contrario que otros personajes también gigantes, como los "Jentilak", Tartalo es perverso, de instintos salvajes y muy agresivo. Se alimenta de ovejas, niños e incluso adultos de vez en cuando. Tartalo era poseedor de un anillo mágico que le servía para controlar a sus presas, ya que al grito de Non hago? ("¿Dónde estás?") por parte de Tartalo, el anillo respondía Hemen nago, hemen nago ("Aquí estoy, aquí estoy"), lo que delataba a su presa.
Existe una vieja leyenda vasca que dice que murió ahogado persiguiendo a una de sus presas humanas tras lanzarse a un pozo.